# Oddział partyzancki generała Semiletowa
Oddział partyzancki generała Semiletowa (ros. Партизанский отряд генерала Семилетова) - ochotnicza jednostka wojskowa o charakterze partyzanckim białych podczas wojny domowej w Rosji.
W momencie powstawania nad Donem regularnej Armii Ochotniczej pod koniec 1917 r. z rozkazu atamana Aleksieja M. Kaledina zostało sformowanych również szereg partyzanckich oddziałów wojskowych złożonych z Kozaków dońskich. 
Jednym z nich był oddział wojskowego starsziny Emmanuiła F. Semiletowa. W jego skład weszli głównie młodzi Kozacy, gimnazjaliści, studenci, kadeci. Na pocz. 1918 r. uczestniczył on w nieudanej obronie Nowoczerkaska przed atakiem wojsk bolszewickich. W rezultacie utraty miasta od poł. lutego 1918 r. wraz z oddziałami Armii Ochotniczej brał udział w składzie oddziału atamana pochodnego P. Ch. Popowa w tzw. 1 Kubańskim Marszu Lodowym na Kubań. Oddział E. F. Semiletowa składał się wówczas z trzech sotni pieszych i dwóch sotni konnych wyposażonych w 2 działa i 13 karabinów maszynowych. Piechotą dowodził płk Lisienkow, zaś kawalerią - wojskowy starszina Leniwow. Oddział liczył ok. 700 ludzi, w tym niewielką liczbę Chińczyków i partyzantów esauła Wasilija M. Czerniecowa, który zginął 21 stycznia. 
Uczestniczył podczas Marszu w walkach m.in. o stanice Wielikokniażeskaja i Płatowskaja. Po 2 miesiącach Oddział powrócił do Nowoczerkaska. Tam 9 kwietnia E. F. Semiletow został awansowany do stopnia pułkownika, zaś już 27 kwietnia - generała majora. W międzyczasie 11 kwietnia objął dowództwo Północnej Grupy Wojskowej Kozaków dońskich. Na początku maja jego oddział partyzancki został rozformowany, a żołnierze zasili regularne jednostki Armii Dońskiej.